# Institut Internacional d'Estudis Estratègics
L'Institut Internacional d'Estudis Estratègics (IISS, de l'anglès International Institute for Strategic Studies) és un institut de recerca britànic o laboratori d'idees en l'àrea de relacions internacionals. Des de 1997, la seva seu es troba a Arundel House, a Londres.
El Global Go To Think Tank Index 2017 va classificar l'IISS com el desè millor laboratori d'idees a tot el món i el segon millor laboratori d'idees de defensa i seguretat nacional en l'àmbit mundial, mentre que Transparify el va classificar com el tercer laboratori d'idees del Regne Unit per despesa, però li va donar la seva qualificació més baixa, "enganyosa", sobre la transparència del finançament.